# Jordi Canal i Morell
Jordi Canal i Morell   (Olot, 1964) és un historiador català.

## Biografia
És professor de l'École des hautes études en sciences sociales de París i ho fou de la Universitat de Girona fins a l'any 2001, ha escrit nombrosos estudis sobre el carlisme, el catalanisme, la sociabilitat, la violència política i el republicanisme.
És autor d'obres com El carlisme català dins l'Espanya de la restauració: un assaig de modernització política (1888-1900) (Eumo Editorial, 1998), El carlismo. Dos siglos de contrarrevolución en España (Alianza Editorial, 2000), El carlismo y las guerras carlistas. Hechos, hombres e ideas (La Esfera de los Libros, 2003) —amb Julio Aróstegui i Eduardo González Calleja—, Banderas blancas, boinas rojas. Una historia política del carlismo (1876-1939) (Marcial Pons, 2006), La historia es un árbol de historias. Historiografía, política, literatura (Prensas de la Universidad de Zaragoza, 2014) o Història mínima de Cataluña (Turner, 2015), entre d'altres.
Col·laborador habitual de la FAES, i de Societat Civil Catalana (incloent-hi el grup ultra Somatemps), és hostil al nacionalisme català i la política de normalització lingüística; la seva Historia mínima de Cataluña va ser ressenyada per Jordi Serrano i Blanquer.